# Тумбас Средний

Тумбас Средний — река в России, протекает в Ветлужском районе Нижегородской области. Устье реки находится в 80 км по левому берегу реки Вол. Длина реки составляет 11 км.
Река берёт начало в болотах близ границы с Костромской областью у деревни Алалыкино в 17 км к юго-западу от посёлка имени Калинина. Течёт на запад по ненаселённому лесу, впадает в Вол выше деревни Варакшата.

## Данные водного реестра
По данным государственного водного реестра России относится к Верхневолжскому бассейновому округу, водохозяйственный участок реки — Ветлуга от города Ветлуга и до устья, речной подбассейн реки — Волга от впадения Оки до Куйбышевского водохранилища (без бассейна Суры). Речной бассейн реки — (Верхняя) Волга до Куйбышевского водохранилища (без бассейна Оки).
По данным геоинформационной системы водохозяйственного районирования территории РФ, подготовленной Федеральным агентством водных ресурсов:
- Код водного объекта в государственном водном реестре — 08010400212110000042468
- Код по гидрологической изученности (ГИ) — 110004246
- Код бассейна — 08.01.04.002
- Номер тома по ГИ — 10
- Выпуск по ГИ — 0